# Bannockburn (Escócia)
Bannockburn é uma vila da Escócia, localizada ao sul da cidade de Stirling. O nome vem do córrego Bannock Burn, afluente do Rio Forth.